# Michael Ammermüller
Michael Ammermüller (Pocking, 14 de Fevereiro de 1986) é um piloto alemão que fez parte da equipe RBR, como piloto de testes. Em 2006, disputou a GP2 Series pela Arden International, e se transferiu para a ART Grand Prix para 2007.
Ele ficou conhecido por fazer uma demonstração do carro da equipe Red Bull Racing de Fórmula 1 na cidade de São Paulo para promover o Grande Prêmio do Brasil de 2006. Com pneus de chuva em seu Red Bull RB1, o alemão partiu do Theatro Municipal, no centro da cidade, às 5 horas e 30 minutos da manhã de quinta-feira, 19 de outubro. Em apenas três minutos e meio, ele percorreu 7,7 quilômetros e completou o percurso em vias fechadas ao tráfego, desde o centro até o obelisco do Parque Ibirapuera, passando pela Avenida 23 de Maio e o Monumento às Bandeiras. Durante o passeio, o piloto alemão efetuou manobras como derrapagens controladas e arrancadas. Nas ruas da cidade de São Paulo, ele alcançou a velocidade máxima de 246 km/h.